# Picoprojecteur

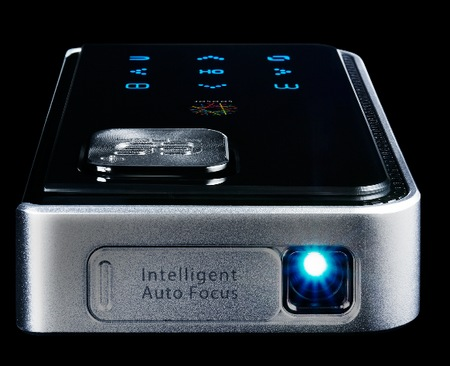
Un pico projecteur vu de face

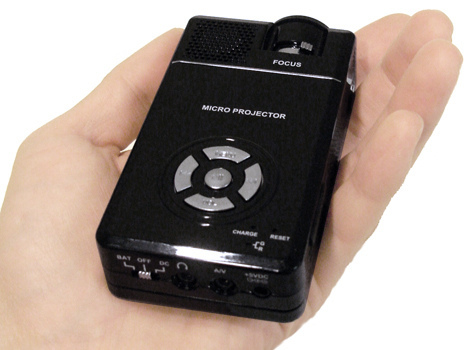
Pico projecteur Aaxatech

Un picoprojecteur est un vidéoprojecteur miniaturisé qui peut éventuellement être intégré dans un équipement numérique portable (PDA, ordinateur portable, téléphone mobile, récepteur de télévision mobile...).
La « pico projection » provient du terme pico, désignant un préfixe du Système international d'unités, représentant {\displaystyle 10^{-12}} fois une unité (soit un millionième de millionième). 

## Principes généraux
À l'heure des écrans plats plasma, LCD et autres HD, cette technologie s'inscrit dans la révolution de la miniaturisation dans le domaine de l'équipement audiovisuel.
De nombreux constructeurs développent les nombreuses possibilités offertes par la pico-projection et les supports associés qui pourraient lui être attribués. À court terme, la plupart des grands fabricants annoncent une intégration dans les lecteurs multimédias, les téléphones mobiles et les ordinateurs portables. Outre l'avantage de la miniaturisation offerte par les picoprojecteurs, l'exploitation fréquente de LED procure d'une part, de considérables économies d'énergie et d'autre part, une très grande longévité pour la source lumineuse, à la différence des dispositifs à halogène.

## Historique
Depuis le début des années 1980, certains acteurs de l'électronique grand public cherchent à résoudre la question de la miniaturisation de la vidéoprojection. Jusqu'au milieu des années 1990, la technologie analogique ne permettait pas cette réduction des composants. Avec l'arrivée des technologies adaptées au numérique comme le DLP, DMD ou LCD en vidéoprojection, de nouvelles perspectives se sont ouvertes. En parallèle, l'exploitation de lampes à incandescence de type halogène représentait également une limite en raison des dispositifs de refroidissement obligatoires tels que ventilateurs et autres systèmes à fluides thermorégulateurs. Avec l'émergence des premières sources lumineuses à diode luminescence de puissance au début des années 2000, le développement a pu s'intensifier. En 2008, les fabricants Texas Instruments, Microvision ou Explay présentent des prototypes de picoprojecteurs et annoncent une prochaine industrialisation pour le marché des téléphones mobiles. D'autres sociétés, comme Lemoptix ou Btendo ont développé des prototypes prochainement sur le marché. Lemoptix a notamment récemment démontré son module optique de projection compatible en taille avec tous les téléphones portables (5 mm d'épaisseur et seulement 1,5 centimètre cube au total)
Dans les années 2010, les picoprojecteurs sont commercialisés, avec en particulier des applications dédiées aux téléphones mobiles. Relativement complexe à élaborer, la technologie produit des dispositifs dont le prix public avoisine les 300 € HT. Le CES 2009 marque le démarrage des nouvelles applications pour picoprojecteurs, avec différents choix technologiques selon les constructeurs.

## Principaux modèles
- 3M : Mpro 110, MM 200,MPro 120
- Aaxa :  P2
- Acer :  C20
- Adtek : MP15 AW, AD MMP15AW
- Aiptek : Pocket Cinema V10,  Pocket Cinema V10 Plus, Pocket Cinema T10, Pocket Cinema T20, Pocket Cinema T30
- Apple : Epod, Ishow, Mili Pro Evolution
- BeamBox : Evolution R1, Essential G2
- Cooldevice : Picovid 102
- Displaytech :  Sunview PMPP
- Earth Trek : 90-805R
- Explay : Oio, Colibri
- FAVI : PMJ-1000
- Forever Plus : Forever Plus
- FPS :  Pearl Portable Cinema M3
- LG : téléphone eXpo (accessoire)
- Maxon : Visimax
- Microvision : Show, Show WX
- Nikon :  Coolpix S1000pj (appareil photo)
- Optoma : PK-101, PK-102, PK201, PK301
- Philips : PicoPix 2480, PicoPix 2230, PicoPix 2055, PicoPix Max
- Piqo
- Sanko : Miseal I Cube
- Samsung : MBP 200, téléphone Show W7900, SP-H03
- Tedacos : téléphone MP 1000
- Toshiba : TDP F10U
- UniQue : UniQue
- WowWee : Stick, Cinemin Swivel

## Fonctionnement
Un picoprojecteur se branche soit sur le secteur avec son adaptateur, soit sur sa batterie fournie avec tout le matériel. une fois relié à une source d'alimentation, il faut tout simplement le relier à un appareil contenant les fichiers à projeter (comme un portable ou un PC par exemple). après avoir réalisé ces simples manœuvres, il suffit de mettre le picoprojecteur sous tension et de régler la netteté de l'image avec la molette située généralement sur le côté ou sur le dessus de la machine. le tout est prêt pour regarder des photos ou des films. Certains picoprojecteurs sont capables de se connecter à internet ou de recevoir des supports USB ou des cartes SD.